# Постоянный комитет по контролю наркотиков
Постоянный комитет по контролю наркотиков (ПККН) — являлся российским межведомственным экспертным органом, работающим на общественных началах (некоммерческой организацией). Изначально был создан при Министерстве здравоохранения Российской Федерации. Осуществлял свою деятельность на основании Положения о Постоянном комитете по контролю наркотиков, утвержденном Министерством здравоохранения Российской Федерации 25 декабря 1992 г. Фактически прекратил свою деятельность в конце 2000-х годов.

## Руководство
- Председатель ПККН — Э. А. Бабаян
- Главный ученый секретарь — Е. А. Щербакова
- Ученый секретарь — В. Ф. Творогов

## Задачи ПККН
1. рассмотрение заявок о выдаче разрешений импортирующим и экспортирующим организациям на лекарственные средства и полупродукты для них и дача заключений;
2. разработка и выдача заключений Постоянного комитета по контролю наркотиков об отнесении к небольшим и крупным размерам количеств наркотических средств;
3. разработка в установленном порядке и регулярное издание Списка наркотических средств и веществ, отнесенных к сильнодействующим и ядовитым, а также веществ таблиц I и II Конвенции ООН 1988 г.;
4. рассмотрение в рамках статей 29 и 30 Конвенции 1961 г. и статьи 8 Конвенции 1971 г. и выдача предприятиям и учреждениям заинтересованных ведомств лицензий на право производства наркотических средств и представление Международному комитету по контролю наркотиков списков этих учреждений для включения в официальные издания ООН об учреждениях, которым представлено это право;
5. выдача разрешений отдельным учреждениям и организациям, научно-исследовательским институтам на получение в установленном порядке наркотических средств и психотропных веществ для научных и медицинских целей;
6. рассмотрение номенклатуры лекарственных средств с целью своевременного подведения под контроль тех из них, которые могут представлять опасность с точки зрения патологического привыкания и возможности вызвать наркоманию;
7. разработка и утверждение в установленном порядке расчетных нормативов потребления наркотических средств для лечебных, научных целей, в том числе расчетных норм на 1000 населения;
8. утверждение ежегодных заявок страны на наркотические средства и психотропные вещества в пределах квот ООН для страны;
9. представление информации заинтересованным министерствам и ведомствам о заявлениях соответствующих правительств, запрещающих ввоз на свою территорию в соответствии со статьей 13 Конвенции о психотропных веществах 1971 г. конкретных психотропных веществ, с целью предотвращения возможности экспорта этих веществ в указанные страны;
10. оценка новых методов экспертизы наркотических средств и психотропных веществ и соответственно согласование официальных инструкций и методических указаний по этому вопросу;
11. подготовка материалов к проекту ежегодного доклада Российской Федерации о применении международных соглашений и конвенций в области наркотических средств и психотропных веществ;
12. в соответствии с данными Фармакологического комитета оценка новых обезболивающих средств, не представляющих опасность в плане развития патологического влечения, с целью замены этими средствами наркотических средств;
13. изучение зарубежного опыта в области контроля наркотических средств и психотропных веществ с целью использования в своей повседневной деятельности;
14. рассмотрение и выдача разрешений в рамках статьи 32 Единой конвенции 1961 г. и статьи 14 Конвенции 1971 г. с учетом других требований действующих конвенций на ввоз и вывоз наркотических и психотропных средств соответствующим юридическим лицам для целей использования в порядке скорой помощи;
15. оказание консультативной помощи заинтересованным министерствам и ведомствам и выдача заключений по запросам судебно-следственных органов, связанных с судебно-фармакологической правовой экспертизой наркотических средств и психотропных веществ, и международного контроля этих веществ;
16. контроль обоснованности заявок министерств и ведомств на наркотические средства и психотропные вещества для научных и других целей.

## Деятельность
ПККН издавал методические рекомендации, в частности по криминалистическим и экспертным исследованиям мака, кокаина и других.
Также устанавливал размеры небольших, крупных и особо крупных размеров наркотических веществ: «Сводную таблицу размеров наркотических и психотропных веществ».

## Списки контролируемых веществ
ПККН утверждались списки сильнодействующих и ядовитых веществ (Списки № 1 и № 2). Последняя редакция утверждена Протоколом № 1/106-2007 от 2 февраля 2007 г.
По сообщению журналистов Новой Газеты, списки являлись «сугубо внутриколлегиальным решением, ведомственным» и широко не публиковались, например, в Российской Газете. По мнению
Дмитрия Фетисова, журналиста издания Аргументы Недели, в вопросах отнесения веществ к сильнодействующим «царил хаос», а списки НКО ПККН «стали настоящим Клондайком для сотрудников ФСКН, которые получили замечательную возможность добиваться высоких производственных успехов». По данным Дмитрия, в период с 2005 по первую половину 2007 осудили по 234 ст УК РФ 3851 человека.
К.ю.н. М. И. Милушин в публикации в журнале «Российские аптеки» в 2008—2009 годах отмечал, что «легитимность Списков N 1 и N 2 ПККН всегда вызывала сомнения, поскольку они не являются нормативным правовым актом». При этом суды применяли списки, в соответствии с практикой, основанной на Постановлении Пленума Верховного Суда РФ от 27 мая 1998 г. N 9 «О судебной практике по делам о преступлениях, связанных с наркотическими средствами, психотропными, сильнодействующими и ядовитыми веществами». Пункт 1 данного постановления предлагал судам руководствоваться Списками сильнодействующих и ядовитых веществ, издаваемыми ПККН при Минздраве РФ. Сходные предписания были изданы Верховным Судом России, а ещё ранее и в Постановлении Пленума ВС РФ от 27 апреля 1993 г. N 2 «О судебной практике по делам о преступлениях, связанных с наркотическими средствами, сильнодействующими и ядовитыми веществами». Оба Постановления утратили свою силу.
В соответствии мнением, высказанном в письме Минздрава № 4406-РХ от 24 июня 2008, списки ПККН «утратили своё место в системе регулирования правоотношений в сфере оборота сильнодействующих и ядовитых веществ». В настоящее время эти вопросы регулируются вступившим 24 января 2008 в силу Постановлением Правительства Российской Федерации от 29 декабря 2007 г. N 964 «Об утверждении списков сильнодействующих и ядовитых веществ для целей статьи 234 и других статей Уголовного кодекса Российской Федерации, а также крупного размера сильнодействующих веществ для целей статьи 234 и других статей Уголовного кодекса Российской Федерации» (Опубликовано в Российской газете 16 января 2008).
При этом, по сообщению М. И. Милушина, списки ПККН продолжают использоваться в Положениях, утверждаемых Минздравсоцразвития, например они упоминались в приказе от 15.06.2010.

## ПККН сегодня
Фактически прекратил свою деятельность в 2007 г. При этом нормативных документов, упраздняющих ПККН в Российской Федерации нет.
Доктор медицинских наук, профессор, академик общественной организации «МАИ» Э. А. Бабаян, возглавлявший комитет более 40 лет, умер в мае 2009.
С 2008 года подобные списки утверждает Правительство РФ.
Комитет расформирован 31 мая 2011 года.